# 阿尔扎纳
阿尔扎纳（義大利語：Arzana），是意大利撒丁大区努奥罗省的一个市镇。总面积162.6平方公里，人口2554人，人口密度15.7人/平方公里（2009年）。ISTAT代码为105001。